# 鯉魚門站

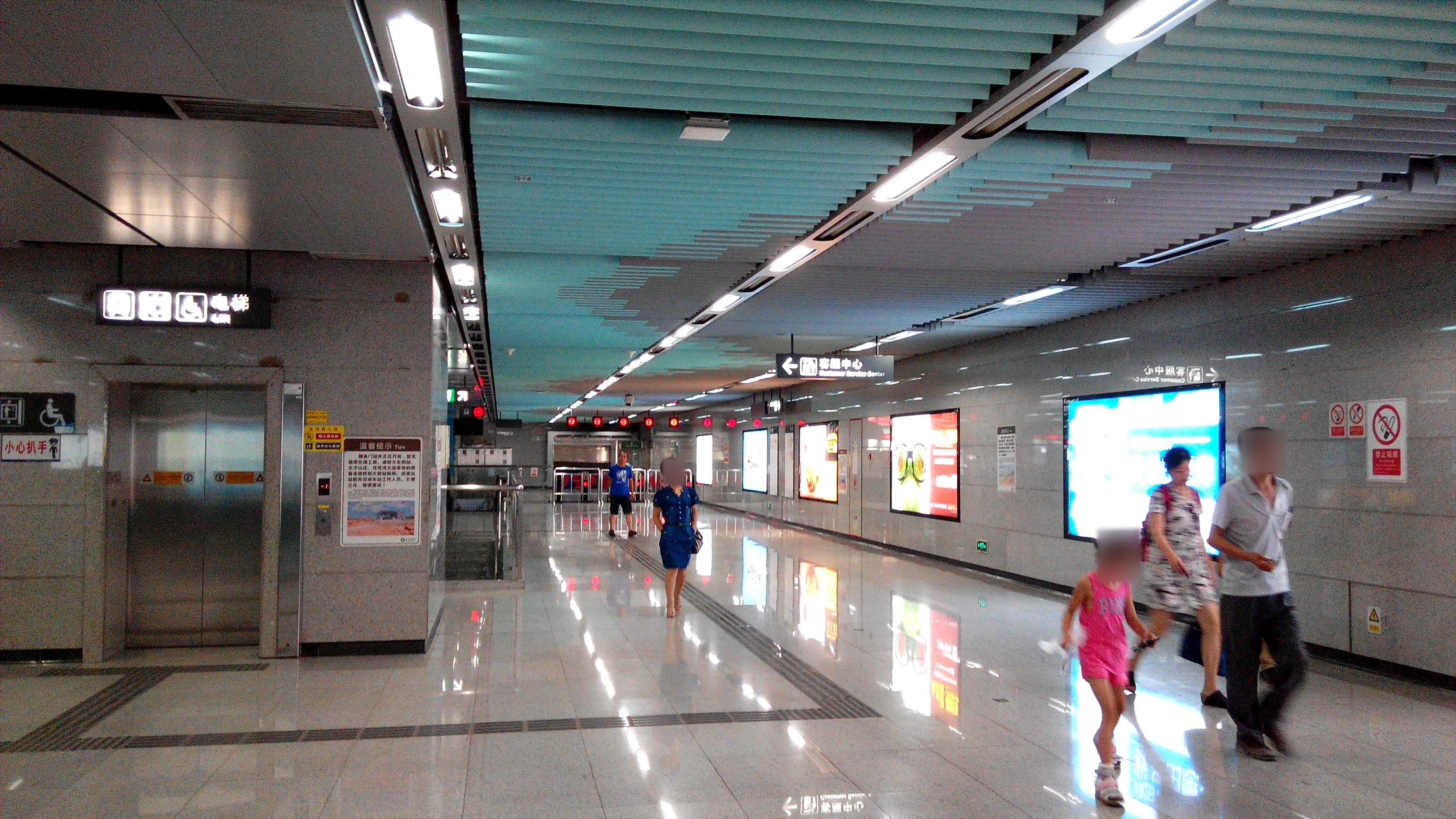
鲤鱼门站站厅

鯉魚門站是深圳地鐵一個車站，是1号綫續建段（世界之窗站至機場東站）的站點之一。
車站位於中華人民共和國廣東省深圳市南山區前海深港现代服务业合作区六號路的地底，平南鐵路的西側，以東西走向佈置。鯉魚門站在2011年6月15日連同1號線深大至西鄉各站同時啟用。
鯉魚門站的設置曾經有兩種說法：一種說法指，鯉魚門站和深圳地鐵5號線、11號線前海灣站為同一站，即是1號線、5號線及11號線的轉車站，將來1號線鯉魚門站站名可能作調整；另一種說法則稱鯉魚門站和前海灣站是不同的車站，前者位於後者的東面。深圳市規劃局在2008年4月公佈的站點命名方案，最後證實後者說法方為正確，即鯉魚門站是一個獨立車站。

## 車站結構
鯉魚門站為地下車站，設有寬10米的島式月台供1号綫使用。車站總建築面積為12,800平方米。

### 樓層
| 地面              | -    | 出入口                                                                                            |
| 地下一层          | 站厅 | 站厅、售票机                                                                                      |
| 地下二层          | 月台 | \| \| \| 1號線往机场东（前海湾） \| \| 島式 · 開左邊车门 \| \| \| \| \| \| 1號線往罗湖（大新） \| |
|                   |      | 1號線往机场东（前海湾）                                                                           |
| 島式 · 開左邊车门 |      |                                                                                                   |
|                   |      | 1號線往罗湖（大新）                                                                               |

### 出入口
本车站规划有四个出口，现开通一个出口即A出口
車站運營初期，車站出入口對出的馬路仍未建成，地鐵公司在出閘處及月台放置指示牌，提醒乘客該站對外道路仍未開放。

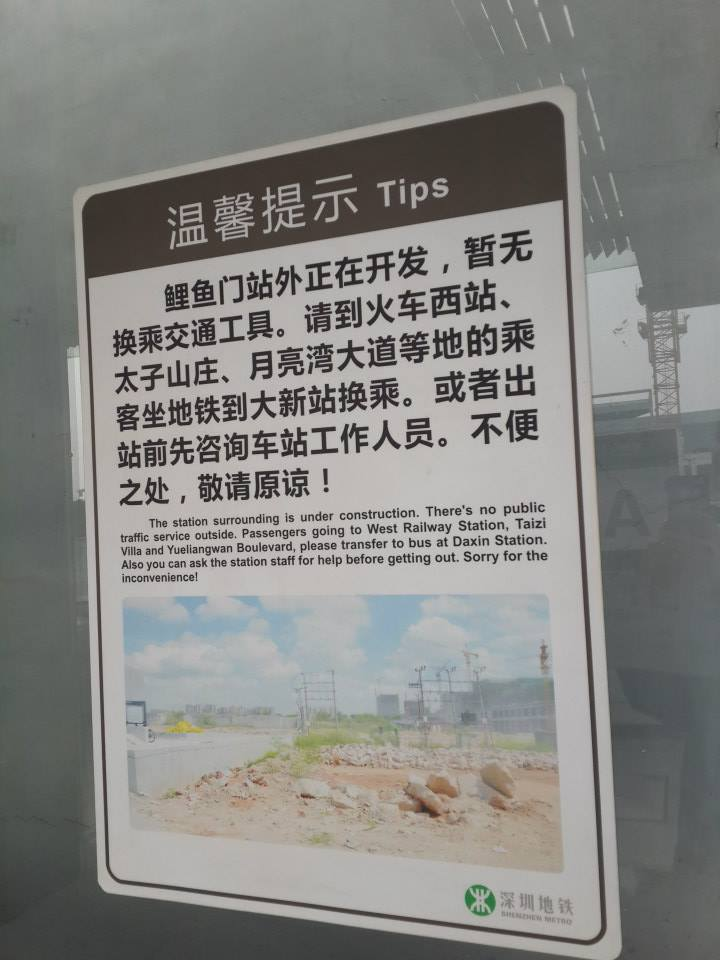
鯉魚門站的溫馨提示

本站位於前海車輛段上蓋以西，而車輛段上蓋南部有深圳地鐵集團與中信地產合作發展的項目「前海時代」，而保障房龍海家園則早於2014年尾完工入伙；紧靠平南铁路东侧雨水渠原为嘉进隆汽车综合广场。雖然深圳西站與本站的距離比大新站要接近，但本站與平南鐵路被前海車輛段相隔，亦被平南鐵路阻隔，在桂灣四路通車前不能從鯉魚門站前往。隨橫跨平南鐵路的桂灣四路通車，乘客可從A出入口經樓梯、桂灣四路、月亮灣大道前往深圳西站。
| 編號                  | 照片 | 建議前往的目的地                         |
| --------------------- | ---- | ---------------------------------------- |
| 出口 · A              |      | 通往六號路北側、十一號路西側。           |
| 出口 · C · 升降机标志 |      | 通往六號路南側、振海路東側。（暫未開放） |
| 註： 設有             |      |                                          |

## 运营时刻表
| 行驶方向 | 首班车 | 末班车 | 所属线路 | 高峰间隔 | 平峰间隔 |
| -------- | ------ | ------ | -------- | -------- | -------- |
| 罗湖     | 06:32  | 23:23  | █1号线   | 4分钟    | 6分钟    |
| 机场东   | 06:36  | 23:44  | █1号线   | 4分钟    | 6分钟    |

## 利用情況
因車站運營初期車站周邊道路仍未建成，除在附近工作的工人外几乎沒有人使用該站，因此該站是深圳地鐵1號線其中一個使用率最低的車站。隨著前海時代展銷廳在鯉魚門站附近開始運作，且前海車輛段上蓋保障房項目龍海家園开始入伙，吸引不少「睇樓客」前往，使得該站客量得以提升。

## 接驳交通
| 编号 | 编号 | 线路           | 线路 | 线路               | 收费 | 运营商   | 备注    |
| ---- | ---- | -------------- | ---- | ------------------ | ---- | -------- | ------- |
|      | M418 | 前海合作区总站 | ⇆    | 蛇口广场公交首末站 | 2元  | 巴士五分 | 原 B802 |

| 编号 | 编号 | 线路             | 线路 | 线路           | 收费 | 运营商   | 备注                           |
| ---- | ---- | ---------------- | ---- | -------------- | ---- | -------- | ------------------------------ |
|      | M176 | 深大总医院总站   | ⇆    | 前海合作区总站 | 2元  | 巴士五分 | 原 B736、B796                  |
|      | M562 | 前海湾地铁站总站 | ⇆    | 高新西公交总站 | 2元  | 巴士五分 | 原 B682（第一代）、高峰专线121 |